# The Japan Times

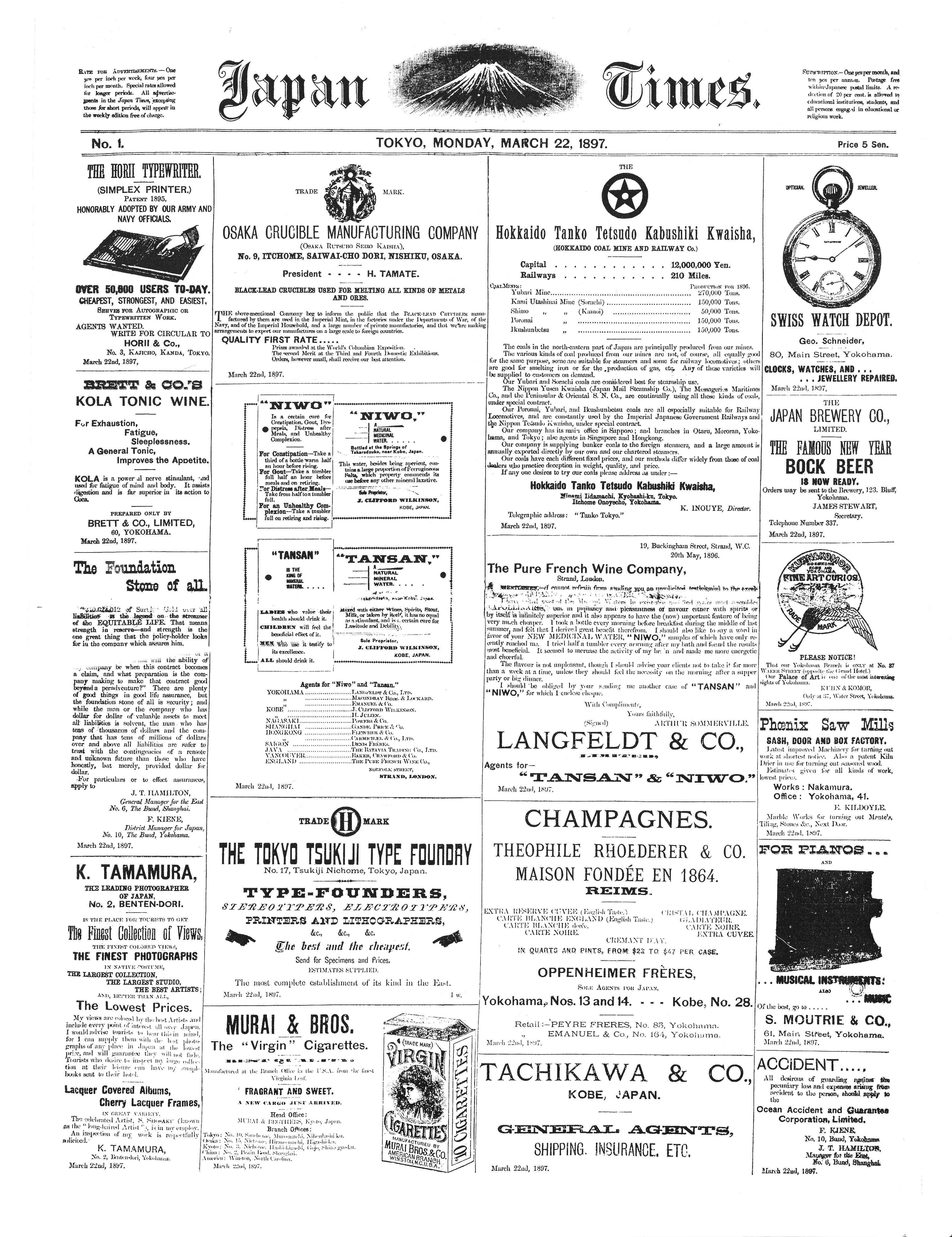
Voorpagina van de eerste aflevering van The Japan Times, 22 maart 1897

The Japan Times is een Engelstalige krant uitgegeven in Japan. In tegenstelling tot zijn concurrenten, de Daily Yomiuri en de International Herald Tribune/Asahi Shimbun, is The Japan Times niet aangesloten bij een Japanstalige mediaorganisatie.
- Motto: "All the News Without Fear or Favor", "The World's Window on Japan"
- Voorzitter: Toshiaki Ogasawara
- Kapitaal: ¥ 476.437.000 (€ 3.781.000)
- Business: Geeft de The Japan Times, The Japan Times Weekly, Shukan ST tweetalig weekblad en boeken in Engels en Japans uit

## Geschiedenis
- 1897: Het eerste nummer van de The Japan Times (22 maart)
- 1918: Naam gewijzigd naar The Japan Times and Mail
- 1940: Naam gewijzigd naar The Japan Times and Advertiser
- 1943: Naam gewijzigd naar Nippon Times
- 1951: Het eerste nummer van de The Student Times (tegenwoordig Weekly ST) weekblad
- 1961: Het eerste nummer van de The Japan Times Weekly
- 1966: Verhuizing van Uchisaiwai-chō, Chiyoda naar een nieuw gebouw in Shibaura, Minato
- 1983: Toshiaki Ogasawara wordt de 18e president
- 1987: Opening van een fulltime redactie in Osaka
- 1989: New Japan Times-Nifco gebouw gereed
- 1996: Eerste uitzending van radiostation InterFM
- 1997: 100-jarig bestaan van de The Japan Times
- 2006: Yukiko Ogasawara wordt de 19e president
- 2007: Prijsverhoging van 150 yen naar 180 yen (1 oktober)

In de beginjaren was de krant onafhankelijk maar vanaf 1931 werd de druk van de Japanse regering op de redeactie steeds groter om zich te onderwerpen aan haar beleid. In 1933 wees het Japanse ministerie van buitenlandse zaken Hitoshi Ashida, voormalig regeringsfunctionaris, aan als hoofdredacteur.

## Redacteuren
- Debito Arudou
- Philip Brasor
- Sir Hugh Cortazzi
- Donald Richie
- Mark Schilling
- Peter Vescey
- Robbie Swinnerton
- Giovanni Fazio
- Judit Kawaguchi
- Daniel Robson

## Voormalige redacteuren
- C.B. Liddell
- Monty DiPietro
- Don Maloney (auteur)
- Edward Seidensticker
- Fred Varcoe

## Vakbonden
Personeel bij de The Japan Times worden vertegenwoordigd door twee vakbonden, waarvan Tozen er een is.